# Sarah al-Amiri
Sarah bint Yousef al-Amiri (arabsky سارة بنت يوسف الأميري‎ * 1987 Beluchistan, Írán) je arabská ministryně pro pokročilé vědy ve vládě Spojených arabských emirátů, předsedkyní Vesmírné agentury UAESA, kde působí i jako zástupce projektového manažera při misi Emirates Mars Mission. Je také předsedkyní Rady vědců Spojených arabských emirátů.

## Životopis
Narodila se v Íránu v roce 1987. Později emigrovala do Spojených arabských emirátů, kde vystudovala informatiku na Americké univerzitě v Šardžé, kde získala bakalářské a magisterské tituly. Vyrůstala v době, kdy Spojené arabské emiráty neměly vesmírný program, přesto se vždy zajímala o letecké inženýrství.
Svou kariéru zahájila ve společnosti Mohammed bin Rashid Space Centre, kde pracovala na projektech DubaiSat-1 a DubaiSat-2. Později získala post na ministerstvu pro změnu klimatu a životního prostředí, v Dubajském World Trade Centru, V roce 2016 byla jmenována do čela Arabské vědecké rady. Dnes je vědeckou vedoucí vesmírné mise Emirates Mars Mission  při niž spolupracuje s Universitou of Colorado Boulder, Kalifornskou univerzitou v Berkeley a Arizona State University. O misi přednášela na TEDx Dubaj salonu V listopadu 2017 se stala první Arabkou, která vystoupila na mezinárodní akci TED v Louisianě, kde přednášela o misi Emirates Mars Mission, která byla zahájena v červenci 2020 tak, aby k Marsu dorazila v roce 2021, který je 50. výročím založení Spojených arabských emirátů. Také byla v roce 2016 pozvaná mezi řečníky na Světové ekonomické fórum.
V říjnu 2017 byla ve vládě Spojených arabských emirátů jmenována ministryní zahraničí pro moderní vědy. V listopadu 2017, ve snaze zvýšit globální vědeckou spolupráci navštívila některé americké vědecké instituce. V roce 2018 byla účastnicí Foo Campu. V roce 2020 ji BBC zařadila do žebříčku 100 nejvlivnějších žen světa.